# Scarus viridifucatus
Scarus viridifucatus är en fiskart som först beskrevs av Smith, 1956.  Scarus viridifucatus ingår i släktet Scarus och familjen Scaridae. IUCN kategoriserar arten globalt som livskraftig. Inga underarter finns listade i Catalogue of Life.